# Sakari Momoi
Sakari Momoi (in giapponese: 百井 盛; Minamisōma, 5 febbraio 1903 – Saitama, 5 luglio 2015) è stato un supercentenario giapponese che detenne il titolo di decano maschile dell'umanità dall'8 giugno 2014, con la morte di Alexander Imich, fino al suo stesso decesso.

## Biografia
Momoi lavorò come insegnante di chimica in varie scuole superiori della prefettura di Fukushima (suo luogo natale) e di Saitama, città alla periferia di Tokyo; fu anche preside dell'Hanawa Institute of Technology dal 1948 al 1951 e professore all'Università di Saitama dal 1953 al 1959. Amava molto la lettura e possedeva una biblioteca contenente circa duemila opere letterarie; era inoltre un appassionato di sumo.
L'8 giugno 2014, Momoi divenne come l'uomo vivente più anziano del mondo, a causa della morte dello statunitense di origini polacche Alexander Imich, che era nato soltanto un giorno prima di lui; alla consegna del certificato di uomo più anziano al mondo da parte del Guinness dei primati, il 20 agosto dello stesso anno, Momoi rispose di esserne felice e di voler vivere almeno altri due anni.
Momoi morì per insufficienza renale in una casa di cura a Saitama il 5 luglio 2015, all'età di 112 anni e 150 giorni; il primato di persona di sesso maschile vivente più longeva passò al connazionale Yasutarō Koide, nato cinque settimane dopo di lui.